# Banu Sahm
I Banu Sahm (in arabo بنو سهم‎?) erano un clan della tribù meccana dei Quraysh.

## Appartenenti al clan
- Khunays ibn Hudhayfa [1]
- ʿAmr b. al-ʿĀṣ [2]